# Magdalena Maleeva
Ne pas confondre avec Katerina Maleeva et Manuela Maleeva, ses sœurs également joueuses de tennis.
Magdalena Maleeva (née le 1er avril 1975 à Sofia) est une joueuse de tennis bulgare, professionnelle de 1989 à 2005.

## Carrière tennistique
Née à Sofia, Magdalena Maleeva est la benjamine d'une famille dont les ancêtres maternels (d'éminents Arméniens) se sont réfugiés en Bulgarie à la suite des massacres hamidiens de 1894-1896 dans l'Empire ottoman. Sa mère, Yulia Berberian, excellente joueuse de tennis dans les années 1960, décide au milieu des années 1970 de devenir entraîneur et prend successivement en charge ses trois filles, Manuela, Katerina et Magdalena : elle les conduira toutes au sommet de l'élite internationale.
Numéro un bulgare à seulement treize ans, Magdalena Maleeva devient professionnelle dès 1989 et progresse rapidement dans la hiérarchie. En 1992, elle remporte son premier tournoi sur le circuit WTA, à Saint-Marin, puis atteint les quarts de finale à l'US Open (où elle est battue par sa sœur aînée Manuela), ce qui restera sa meilleure performance en Grand Chelem.
Elle réalise sa plus belle saison en 1995, année qui la voit remporter trois titres, perdre trois finales, et terminer 5e mondiale en novembre.
Plus inconstante à partir de 1996, elle se maintient néanmoins le plus souvent dans le top 20 jusqu'à sa retraite sportive, en dépit d'une grave blessure à l'épaule qui la tient éloignée des courts pendant onze mois, de juin 1998 à mai 1999.
En 2002, elle décroche à Moscou son plus prestigieux trophée en éliminant les trois favorites sur sa route (Venus Williams, Amélie Mauresmo et Lindsay Davenport).
Au cours de sa carrière, conclue en octobre 2005 à Zurich, Magdalena Maleeva a remporté quelque quinze tournois sur le circuit WTA, dont dix en simple, faisant d'elle l'une des joueuses les plus récompensées depuis le début des années 1970.
À noter : c'est à l'occasion de son quart de finale à Hambourg en 1993 face à la numéro un mondiale Monica Seles que cette dernière a été poignardée lors d'un changement de côtés.

## Palmarès

### Titres en simple dames
| No | Date       | Nom et lieu du tournoi                | Catégorie | Dotation    | Surface         | Finaliste           | Score          |          |
| -- | ---------- | ------------------------------------- | --------- | ----------- | --------------- | ------------------- | -------------- | -------- |
| 1  | 20-07-1992 | Internazionali di Tennis, Saint-Marin | Tier V    | 100 000 $   | Terre (ext.)    | Federica Bonsignori | 7-6, 6-4       | Parcours |
| 2  | 19-09-1994 | Moscow Ladies Open, Moscou            | Tier III  | 150 000 $   | Moquette (int.) | Sandra Cecchini     | 7-5, 6-1       | Parcours |
| 3  | 03-10-1994 | European Indoors, Zurich              | Tier I    | 750 000 $   | Moquette (int.) | Natasha Zvereva     | 7-5, 3-6, 6-4  | Parcours |
| 4  | 06-02-1995 | Ameritech Cup, Chicago                | Tier II   | 430 000 $   | Moquette (int.) | Lisa Raymond        | 7-5, 7-6       | Parcours |
| 5  | 18-09-1995 | Moscow Ladies Open, Moscou            | Tier III  | 161 250 $   | Moquette (int.) | Elena Makarova      | 6-4, 6-2       | Parcours |
| 6  | 30-10-1995 | Bank of the West Classic, Oakland     | Tier II   | 430 000 $   | Moquette (int.) | Ai Sugiyama         | 6-3, 6-4       | Parcours |
| 7  | 15-11-1999 | Volvo Women’s Open, Pattaya           | Tier IVb  | 112 500 $   | Dur (ext.)      | Anne Kremer         | 4-6, 6-1, 6-2  | Parcours |
| 8  | 16-04-2001 | Colorotex GP, Budapest                | Tier V    | 110 000 $   | Terre (ext.)    | Anne Kremer         | 3-6, 6-2, 6-4  | Parcours |
| 9  | 30-09-2002 | Kremlin Cup, Moscou                   | Tier I    | 1 224 000 $ | Moquette (int.) | Lindsay Davenport   | 5-7, 6-3, 7-64 | Parcours |
| 10 | 09-06-2003 | DFS Classic, Birmingham               | Tier III  | 170 000 $   | Gazon (ext.)    | Shinobu Asagoe      | 6-1, 6-4       | Parcours |

### Finales en simple dames
| No | Date       | Nom et lieu du tournoi                    | Catégorie | Dotation    | Surface         | Vainqueure        | Score         |          |
| -- | ---------- | ----------------------------------------- | --------- | ----------- | --------------- | ----------------- | ------------- | -------- |
| 1  | 22-04-1991 | Croatian Lottery Cup, Bol                 | Tier V    | 100 000 $   | Terre (ext.)    | Sandra Cecchini   | 6-4, 3-6, 7-5 | Parcours |
| 2  | 04-01-1993 | Danone Hard Court Championships, Brisbane | Tier III  | 150 000 $   | Dur (ext.)      | Conchita Martínez | 6-3, 6-4      | Parcours |
| 3  | 27-03-1995 | Family Circle Mag. Cup XXIII, Hilton Head | Tier I    | 806 250 $   | Terre (ext.)    | Conchita Martínez | 6-1, 6-1      | Parcours |
| 4  | 15-05-1995 | German Open, Berlin                       | Tier I    | 806 250 $   | Terre (ext.)    | Arantxa Sánchez   | 6-4, 6-1      | Parcours |
| 5  | 25-09-1995 | Sparkassen Cup, Leipzig                   | Tier II   | 430 000 $   | Moquette (int.) | Anke Huber        | Forfait       | Parcours |
| 6  | 20-05-1996 | Open Paginas Amarillas, Madrid            | Tier II   | 250 000 $   | Terre (ext.)    | Jana Novotná      | 4-6, 6-4, 6-3 | Parcours |
| 7  | 25-09-2000 | SEAT Open, Luxembourg                     | Tier III  | 170 000 $   | Moquette (int.) | Jennifer Capriati | 4-6, 6-1, 6-4 | Parcours |
| 8  | 12-02-2001 | Terazura Open, Nice                       | Tier II   | 565 000 $   | Moquette (int.) | Amélie Mauresmo   | 6-2, 6-0      | Parcours |
| 9  | 24-09-2001 | Sparkassen Cup International GP, Leipzig  | Tier II   | 565 000 $   | Moquette (int.) | Kim Clijsters     | 6-1, 6-1      | Parcours |
| 10 | 21-10-2002 | SEAT Open, Luxembourg                     | Tier III  | 225 000 $   | Dur (int.)      | Kim Clijsters     | 6-1, 6-2      | Parcours |
| 11 | 02-02-2004 | Toray Pan Pacific Open, Tokyo             | Tier I    | 1 300 000 $ | Moquette (int.) | Lindsay Davenport | 6-4, 6-1      | Parcours |

### Titres en double dames
| No | Date       | Nom et lieu du tournoi            | Catégorie | Dotation    | Surface         | Partenaire        | Finalistes                           | Score          |          |
| -- | ---------- | --------------------------------- | --------- | ----------- | --------------- | ----------------- | ------------------------------------ | -------------- | -------- |
| 1  | 22-04-1991 | Croatian Lottery Cup Bol          | Tier V    | 100 000 $   | Terre (ext.)    | Laura Golarsa     | Sandra Cecchini Laura Garrone        | Forfait        | Parcours |
| 2  | 11-02-2002 | Proximus Diamond Games Anvers     | Tier II   | 585 000 $   | Moquette (int.) | Patty Schnyder    | Nathalie Dechy Meilen Tu             | 6-3, 6-73, 6-3 | Parcours |
| 3  | 19-03-2003 | NASDAQ-100 Open Miami             | Tier I    | 2 960 000 $ | Dur (ext.)      | Liezel Huber      | Shinobu Asagoe Nana Miyagi           | 6-4, 3-6, 7-5  | Parcours |
| 4  | 28-04-2003 | J&S Cup Varsovie                  | Tier II   | 700 000 $   | Terre (ext.)    | Liezel Huber      | Eléni Daniilídou Francesca Schiavone | 3-6, 6-4, 6-2  | Parcours |
| 5  | 03-01-2005 | Uncle Tobys Hard Court Gold Coast | Tier III  | 170 000 $   | Dur (ext.)      | Elena Likhovtseva | Maria Elena Camerin Silvia Farina    | 6-3, 5-7, 6-1  | Parcours |

### Finales en double dames
| No | Date       | Nom et lieu du tournoi                         | Catégorie | Dotation    | Surface         | Vainqueures                           | Partenaire        | Score         |          |
| -- | ---------- | ---------------------------------------------- | --------- | ----------- | --------------- | ------------------------------------- | ----------------- | ------------- | -------- |
| 1  | 08-02-1993 | World Ladies in Osaka Osaka                    | Tier III  | 150 000 $   | Moquette (int.) | Larisa Neiland Jana Novotná           | Manuela Maleeva   | 6-1, 6-3      | Parcours |
| 2  | 19-04-1993 | International Championships of Spain Barcelone | Tier II   | 375 000 $   | Terre (ext.)    | Conchita Martínez Arantxa Sánchez     | Manuela Maleeva   | 4-6, 6-1, 6-0 | Parcours |
| 3  | 17-06-2002 | Ordina Open Bois-le-Duc                        | Tier III  | 170 000 $   | Gazon (ext.)    | Catherine Barclay Martina Müller      | Bianka Lamade     | 6-4, 7-5      | Parcours |
| 4  | 05-01-2004 | Uncle Tobys Hard Court Gold Coast              | Tier III  | 170 000 $   | Dur (ext.)      | Svetlana Kuznetsova Elena Likhovtseva | Liezel Huber      | 6-3, 6-4      | Parcours |
| 5  | 02-02-2004 | Toray Pan Pacific Open Tokyo                   | Tier I    | 1 300 000 $ | Moquette (int.) | Cara Black Rennae Stubbs              | Elena Likhovtseva | 6-0, 6-1      | Parcours |

## Parcours en Grand Chelem

### En simple dames
| Année | Open d'Australie                                     | Open d'Australie    | Internationaux de France                               | Internationaux de France | Wimbledon       | Wimbledon                                      | US Open          | US Open           |
| ----- | ---------------------------------------------------- | ------------------- | ------------------------------------------------------ | ------------------------ | --------------- | ---------------------------------------------- | ---------------- | ----------------- |
| 1989  | —                                                    | —                   | Q1 \|\| style="text-align:left" \| L. Corsato-Owsianka | —                        | —               | Q1 \|\| style="text-align:left" \| Kimberly Po |                  |                   |
| 1990  | Q2 \|\| style="text-align:left" \| Angélica Gavaldón | 3e tour (1/16)      | Laura Arraya                                           | 2e tour (1/32)           | Robin White     | 1er tour (1/64)                                | Katerina Maleeva |                   |
| 1991  | 4e tour (1/8)                                        | Katerina Maleeva    | 1er tour (1/64)                                        | Steffi Graf              | 1er tour (1/64) | Tami Whitlinger                                | 2e tour (1/32)   | Pam Shriver       |
| 1992  | 1er tour (1/64)                                      | Patricia Hy         | 3e tour (1/16)                                         | Natasha Zvereva          | 1er tour (1/64) | Martina Navrátilová                            | 1/4 de finale    | Manuela Maleeva   |
| 1993  | 4e tour (1/8)                                        | Steffi Graf         | 4e tour (1/8)                                          | Anke Huber               | 3e tour (1/16)  | Yayuk Basuki                                   | 4e tour (1/8)    | Katerina Maleeva  |
| 1994  | 4e tour (1/8)                                        | Arantxa Sánchez     | 1er tour (1/64)                                        | Ruxandra Dragomir        | 2e tour (1/32)  | Yayuk Basuki                                   | 4e tour (1/8)    | Jana Novotná      |
| 1995  | 1er tour (1/64)                                      | Natalia Medvedeva   | 2e tour (1/32)                                         | Nathalie Tauziat         | -               | -                                              | 2e tour (1/32)   | Martina Hingis    |
| 1996  | -                                                    | -                   | 4e tour (1/8)                                          | Monica Seles             | 2e tour (1/32)  | Nathalie Tauziat                               | 1er tour (1/64)  | Aleksandra Olsza  |
| 1997  | -                                                    | -                   | 1er tour (1/64)                                        | Lisa Raymond             | 3e tour (1/16)  | María Vento                                    | 3e tour (1/16)   | Karina Habšudová  |
| 1998  | 1er tour (1/64)                                      | Adriana Gerši       | -                                                      | -                        | -               | -                                              | -                | -                 |
| 1999  | -                                                    | -                   | 1er tour (1/64)                                        | Steffi Graf              | -               | -                                              | -                | -                 |
| 2000  | 1er tour (1/64)                                      | Ai Sugiyama         | 3e tour (1/16)                                         | Ruxandra Dragomir        | 2e tour (1/32)  | Miriam Oremans                                 | 2e tour (1/32)   | Mary Pierce       |
| 2001  | 1er tour (1/64)                                      | Tamarine Tanasugarn | 1er tour (1/64)                                        | Silvia Farina            | 4e tour (1/8)   | Serena Williams                                | 2e tour (1/32)   | Alicia Molik      |
| 2002  | 4e tour (1/8)                                        | Venus Williams      | 1er tour (1/64)                                        | Anne-Gaëlle Sidot        | 4e tour (1/8)   | Elena Likhovtseva                              | 3e tour (1/16)   | Amy Frazier       |
| 2003  | 3e tour (1/16)                                       | Elena Bovina        | 4e tour (1/8)                                          | Kim Clijsters            | 2e tour (1/32)  | Paola Suárez                                   | 1er tour (1/64)  | Shinobu Asagoe    |
| 2004  | 2e tour (1/32)                                       | Petra Mandula       | 4e tour (1/8)                                          | Amélie Mauresmo          | 4e tour (1/8)   | Karolina Šprem                                 | 2e tour (1/32)   | Angela Haynes     |
| 2005  | 3e tour (1/16)                                       | Nadia Petrova       | 2e tour (1/32)                                         | Anabel Medina            | 4e tour (1/8)   | Svetlana Kuznetsova                            | 2e tour (1/32)   | Elena Likhovtseva |

À droite du résultat, l’ultime adversaire.

### En double dames
| Année | Open d'Australie             | Open d'Australie           | Internationaux de France      | Internationaux de France   | Wimbledon                    | Wimbledon                 | US Open                      | US Open                    |
| ----- | ---------------------------- | -------------------------- | ----------------------------- | -------------------------- | ---------------------------- | ------------------------- | ---------------------------- | -------------------------- |
| 1990  | -                            | -                          | -                             | -                          | -                            | -                         | 1er tour (1/32) M. Maleeva   | I. Demongeot Eva Pfaff     |
| 1991  | 1er tour (1/32) K. Maleeva   | S. Appelmans R. Reggi      | 1er tour (1/32) K. Maleeva    | Katrina Adams M. Bollegraf | 1er tour (1/32) K. Maleeva   | S. Rehe A. Temesvári      | 1er tour (1/32) M. Maleeva   | K. Guse Akemi Nishiya      |
| 1992  | 3e tour (1/8) M. Maleeva     | Katrina Adams M. Bollegraf | 1er tour (1/32) M. Maleeva    | Eva Pfaff C. Suire         | 1er tour (1/32) M. Maleeva   | N. Jagerman B. Schultz    | 1er tour (1/32) A. Coetzer   | G. Fernández N. Zvereva    |
| 1993  | 2e tour (1/16) M. Maleeva    | MJ Fernández Zina Garrison | 3e tour (1/8) M. Maleeva      | G. Fernández N. Zvereva    | 3e tour (1/8) M. Maleeva     | G. Fernández N. Zvereva   | 1er tour (1/32) M. Maleeva   | Amy de Lone Erika de Lone  |
| 1994  | -                            | -                          | 1er tour (1/32) K. Maleeva    | Patty Fendick M. McGrath   | 1er tour (1/32) C. Martínez  | L. Davenport Lisa Raymond | 2e tour (1/16) S. Appelmans  | C. Martínez N. Medvedeva   |
| 1995  | 1er tour (1/32) K. Kschwendt | E. Maniokova Leila Meskhi  | -                             | -                          | -                            | -                         | -                            | -                          |
| 2000  | -                            | -                          | -                             | -                          | -                            | -                         | 1er tour (1/32) H. Nagyová   | Åsa Svensson S. Jeyaseelan |
| 2001  | 3e tour (1/8) Åsa Svensson   | S. Williams V. Williams    | 2e tour (1/16) Åsa Svensson   | J. Capriati Ai Sugiyama    | 1er tour (1/32) Åsa Svensson | Justine Henin Magüi Serna | 1er tour (1/32) Åsa Svensson | Petra Mandula P. Wartusch  |
| 2002  | 2e tour (1/16) Åsa Svensson  | M. Hingis A. Kournikova    | -                             | -                          | -                            | -                         | -                            | -                          |
| 2003  | 1er tour (1/32) Iva Majoli   | Janet Lee W. Prakusya      | 1er tour (1/32) Liezel Huber  | Silvia Farina T. Garbin    | 3e tour (1/8) Liezel Huber   | J. Husárová C. Martínez   | 1/4 de finale Liezel Huber   | S. Kuznetsova Navrátilová  |
| 2004  | 3e tour (1/8) C. Martínez    | J. Husárová Dinara Safina  | 1er tour (1/32) S. Jeyaseelan | A. Cargill Nana Miyagi     | -                            | -                         | -                            | -                          |
| 2005  | -                            | -                          | -                             | -                          | -                            | -                         | 2e tour (1/16) Likhovtseva   | S. Asagoe K. Srebotnik     |

Sous le résultat, la partenaire ; à droite, l’ultime équipe adverse.

### En double mixte
| Année | Open d'Australie | Open d'Australie | Internationaux de France  | Internationaux de France | Wimbledon                    | Wimbledon                | US Open | US Open |
| ----- | ---------------- | ---------------- | ------------------------- | ------------------------ | ---------------------------- | ------------------------ | ------- | ------- |
| 1992  | -                | -                | 2e tour (1/16) L. Lavalle | Kathy Rinaldi Rick Leach | -                            | -                        | -       | -       |
| 2001  | -                | -                | 1er tour (1/16) M. Llodra | A. Sidot Rick Leach      | -                            | -                        | -       | -       |
| 2005  | -                | -                | -                         | -                        | 1er tour (1/32) Yves Allegro | Anabel Medina Álex López | -       | -       |

Sous le résultat, le partenaire ; à droite, l’ultime équipe adverse.

## Parcours aux Masters

### En simple dames
| # | Date       | Nom de l'édition                      | ($)       | Surface         | Résultat       | Ultime adversaire | Score         |          |
| - | ---------- | ------------------------------------- | --------- | --------------- | -------------- | ----------------- | ------------- | -------- |
| 1 | 15/11/1993 | Virginia Slims Championships New York | 3 708 500 | Moquette (int.) | 1er tour (1/8) | Anke Huber        | 6-4, 1-6, 7-6 | Parcours |
| 2 | 13/11/1995 | WTA Tour Championships New York       | 2 000 000 | Moquette (int.) | 1er tour (1/8) | Brenda Schultz    | 6-2, 7-6      | Parcours |
| 3 | 29/10/2001 | Sanex Championships Munich            | 3 000 000 | Dur (int.)      | 1er tour (1/8) | Jennifer Capriati | 2-6, 6-3, 6-3 | Parcours |
| 4 | 04/11/2002 | Home Depot Championships Los Angeles  | 3 000 000 | Dur (int.)      | 1/4 de finale  | Jennifer Capriati | 6-2, 4-6, 6-1 | Parcours |

## Parcours aux Jeux olympiques

### En simple dames
| # | Date       | Nom de l'olympiade             | Surface      | Résultat       | Ultime adversaire | Score         |          |
| - | ---------- | ------------------------------ | ------------ | -------------- | ----------------- | ------------- | -------- |
| 1 | 28/07/1992 | Olympic Tennis Event Barcelone | Terre (ext.) | 3e tour (1/8)  | Steffi Graf       | 6-3, 6-4      | Parcours |
| 2 | 23/07/1996 | Olympic Tennis Event Atlanta   | Dur (ext.)   | 3e tour (1/8)  | Kimiko Date       | 6-4, 6-4      | Parcours |
| 3 | 15/08/2004 | Olympic Tennis Event Athènes   | Dur (ext.)   | 2e tour (1/16) | Eléni Daniilídou  | 2-6, 6-4, 6-4 | Parcours |

### En double dames
| # | Date       | Nom de l'olympiade             | Surface      | Résultat        | Partenaire       | Ultimes adversaires          | Score          |          |
| - | ---------- | ------------------------------ | ------------ | --------------- | ---------------- | ---------------------------- | -------------- | -------- |
| 1 | 28/07/1992 | Olympic Tennis Event Barcelone | Terre (ext.) | 1er tour (1/16) | Katerina Maleeva | Leila Meskhi Natasha Zvereva | Forfait        | Parcours |
| 2 | 23/07/1996 | Olympic Tennis Event Atlanta   | Dur (ext.)   | 1er tour (1/16) | Katerina Maleeva | Valda Lake Clare Wood        | 3-6, 7-68, 6-3 | Parcours |

## Parcours en Coupe de la Fédération
| #                                                                  | Date       | Lieu       | Surface                            | Gagnante(s)                          | Perdante(s)                        | Score          |          |
|                                                                    |            |            |                                    |                                      |                                    |                |          |
| 1991 - 1er tour (groupe mondial) - Hongrie - Bulgarie - 0 : 3      |            |            |                                    |                                      |                                    |                |          |
| 1                                                                  | 22/07/1991 | Nottingham |                                    | Magdalena Maleeva                    | Petra Schmitt                      | 6-1, 6-2       | Parcours |
| 1                                                                  | 22/07/1991 | Nottingham | Katerina Maleeva Magdalena Maleeva | Virag Csurgo Agnes Gee               | 6-1, 6-2                           |                | Parcours |
|                                                                    |            |            |                                    |                                      |                                    |                |          |
| 1991 - 2e tour (groupe mondial) - Bulgarie - États-Unis - 0 : 3    |            |            |                                    |                                      |                                    |                |          |
| 2                                                                  | 24/07/1991 | Nottingham |                                    | Jennifer Capriati                    | Magdalena Maleeva                  | 7-5, 6-2       | Parcours |
| 2                                                                  | 24/07/1991 | Nottingham | Gigi Fernández Zina Garrison       | Katerina Maleeva Magdalena Maleeva   | 6-2, 6-1                           |                | Parcours |
|                                                                    |            |            |                                    |                                      |                                    |                |          |
| 1992 - 1er tour (groupe mondial) - Bulgarie - Australie - 1 : 2    |            |            |                                    |                                      |                                    |                |          |
| 3                                                                  | 14/07/1992 | Francfort  | Terre (ext.)                       | Magdalena Maleeva                    | Rachel McQuillan                   | 7-64, 6-2      | Parcours |
| 3                                                                  | 14/07/1992 | Francfort  | Terre (ext.)                       | Nicole Provis Rennae Stubbs          | Katerina Maleeva Magdalena Maleeva | 6-2, 6-1       | Parcours |
|                                                                    |            |            |                                    |                                      |                                    |                |          |
| 1992 - Barrage (groupe mondial I) - Bulgarie - Roumanie - 2 : 1    |            |            |                                    |                                      |                                    |                |          |
| 4                                                                  | 16/07/1992 | Francfort  | Terre (ext.)                       | Magdalena Maleeva                    | Ruxandra Dragomir                  | 6-0, 6-1       | Parcours |
| 4                                                                  | 16/07/1992 | Francfort  | Terre (ext.)                       | Ruxandra Dragomir Irina Spîrlea      | Magdalena Maleeva Elena Pampoulova | 7-65, 6-2      | Parcours |
|                                                                    |            |            |                                    |                                      |                                    |                |          |
| 1993 - 1er tour (groupe mondial) - Corée du Sud - Bulgarie - 1 : 2 |            |            |                                    |                                      |                                    |                |          |
| 5                                                                  | 19/07/1993 | Francfort  | Terre (ext.)                       | Magdalena Maleeva                    | Park Sung-hee                      | 6-0, 6-4       | Parcours |
|                                                                    |            |            |                                    |                                      |                                    |                |          |
| 1993 - 2e tour (groupe mondial) - Argentine - Bulgarie - 2 : 1     |            |            |                                    |                                      |                                    |                |          |
| 6                                                                  | 21/07/1993 | Francfort  | Terre (ext.)                       | Magdalena Maleeva                    | Florencia Labat                    | 6-4, 5-7, 6-3  | Parcours |
| 6                                                                  | 21/07/1993 | Francfort  | Terre (ext.)                       | Inés Gorrochategui Patricia Tarabini | Katerina Maleeva Magdalena Maleeva | 5-7, 6-4, 6-2  | Parcours |
|                                                                    |            |            |                                    |                                      |                                    |                |          |
| 1994 - 1er tour (groupe mondial) - Bulgarie - Croatie - 2 : 1      |            |            |                                    |                                      |                                    |                |          |
| 7                                                                  | 19/07/1994 | Francfort  | Terre (ext.)                       | Iva Majoli                           | Magdalena Maleeva                  | 3-6, 6-4, 6-4  | Parcours |
| 7                                                                  | 19/07/1994 | Francfort  | Terre (ext.)                       | Katerina Maleeva Magdalena Maleeva   | Iva Majoli Maja Murić              | 6-2, 6-3       | Parcours |
|                                                                    |            |            |                                    |                                      |                                    |                |          |
| 1994 - 2e tour (groupe mondial) - Bulgarie - Indonésie - 3 : 0     |            |            |                                    |                                      |                                    |                |          |
| 8                                                                  | 21/07/1994 | Francfort  | Terre (ext.)                       | Magdalena Maleeva                    | Yayuk Basuki                       | 6-3, 6-3       | Parcours |
|                                                                    |            |            |                                    |                                      |                                    |                |          |
| 1994 - 1/4 de finale (groupe mondial) - Bulgarie - France - 1 : 2  |            |            |                                    |                                      |                                    |                |          |
| 9                                                                  | 22/07/1994 | Francfort  | Terre (ext.)                       | Magdalena Maleeva                    | Mary Pierce                        | 6-76, 6-4, 6-4 | Parcours |
| 9                                                                  | 22/07/1994 | Francfort  | Terre (ext.)                       | Julie Halard Nathalie Tauziat        | Katerina Maleeva Magdalena Maleeva | 6-2, 3-6, 6-2  | Parcours |
|                                                                    |            |            |                                    |                                      |                                    |                |          |
| 1995 - 1/4 de finale (groupe mondial) - Bulgarie - Espagne - 2 : 3 |            |            |                                    |                                      |                                    |                |          |
| 10                                                                 | 22/04/1995 | Sofia      | Moquette (int.)                    | Conchita Martínez                    | Magdalena Maleeva                  | 6-2, 6-4       | Parcours |
| 10                                                                 | 22/04/1995 | Sofia      | Moquette (int.)                    | Magdalena Maleeva                    | Arantxa Sánchez                    | 6-3, 6-3       | Parcours |
| 10                                                                 | 22/04/1995 | Sofia      | Moquette (int.)                    | Katerina Maleeva Magdalena Maleeva   | Neus Avila-Bonastre Virginia Ruano | 6-0, 6-1       | Parcours |
|                                                                    |            |            |                                    |                                      |                                    |                |          |
| 2005 - Barrage (groupe mondial II) - Japon - Bulgarie - 4 : 1      |            |            |                                    |                                      |                                    |                |          |
| 11                                                                 | 09/07/2005 | Tokyo      | Dur (int.)                         | Magdalena Maleeva                    | Aiko Nakamura                      | 3-6, 6-4, 6-3  | Parcours |
| 11                                                                 | 09/07/2005 | Tokyo      | Dur (int.)                         | Akiko Morigami                       | Magdalena Maleeva                  | 7-63, 6-3      | Parcours |

## Classements WTA en fin de saison

### En simple
| Année | 1989 | 1990 | 1991 | 1992 | 1993 | 1994 | 1995 | 1996 | 1997 | 1998 | 1999 | 2000 | 2001 | 2002 | 2003 | 2004 | 2005 |
| Rang  | 216  | 73   | 38   | 20   | 16   | 11   | 6    | 19   | 36   | 115  | 89   | 22   | 16   | 14   | 30   | 25   | 52   |

Source : (en) « Classements de Magdalena Maleeva », sur le site officiel du WTA Tour

### En double
| Année | 1989 | 1990 | 1991 | 1992 | 1993 | 1994 | 1995 | 1996 | 1997 | 1998 | 1999 | 2000 | 2001 | 2002 | 2003 | 2004 | 2005 |
| Rang  | 576  | 83   | 97   | 101  | 35   | 131  | 824  | -    | 363  | 892  | 340  | 129  | 92   | 54   | 14   | 51   | 92   |

Source : (en) « Classements de Magdalena Maleeva », sur le site officiel du WTA Tour